# Stibor
Stiborは、Stockholm Interbank Offered Rate（ストックホルム銀行間貸出金利）の略で、スウェーデン・クローナの指標金利の一つ。
スウェーデン銀行協会が毎営業日の午前11時に発表している。スウェーデン国立銀行（リクスバンク）とNASDAQ OMXもオブザーバーとして関与している。

## 種類
公表対象期間は以下の6種類である。
- トゥモロー・ネクスト（翌営業日から翌々営業日まで）
- 1週間
- 1か月
- 2か月
- 3か月
- 6か月

以下の2公表対象期間は2013年3月に廃止された。
- 9か月
- 12か月

## 参加行
- ダンスケ銀行
- sv:Länsförsäkringar Bank
- ノルデア銀行
- スカンジナビスカ・エンスキルダ・バンケン
- スベンスカ・ハンデルスバンケン
- スウェドバンク